# I Love the '70s
I Love the '70s är en TV-serie som producerades av BBC i Storbritannien och senare i USA via VH1.  Programmet är systerserie till "I Love the '80s", och behandlar populärkultur under 1970-talet. Första avsnittet, I Love 1970, visades den 22 juli år 2000 i Storbritannien, och sista avsnittet, I Love 1979, visades den 23 september år 2000. I USA premiärvisades serien den 18 augusti 2003. En uppföljare "I Love the '70s: Volume 2", började visas på VH1 i USA den 10 juli 2006.

## Avsnitt
- I Love 1970
- I Love 1971
- I Love 1972
- I Love 1973
- I Love 1974
- I Love 1975
- I Love 1976
- I Love 1977
- I Love 1978
- I Love 1979